# Vorstkam

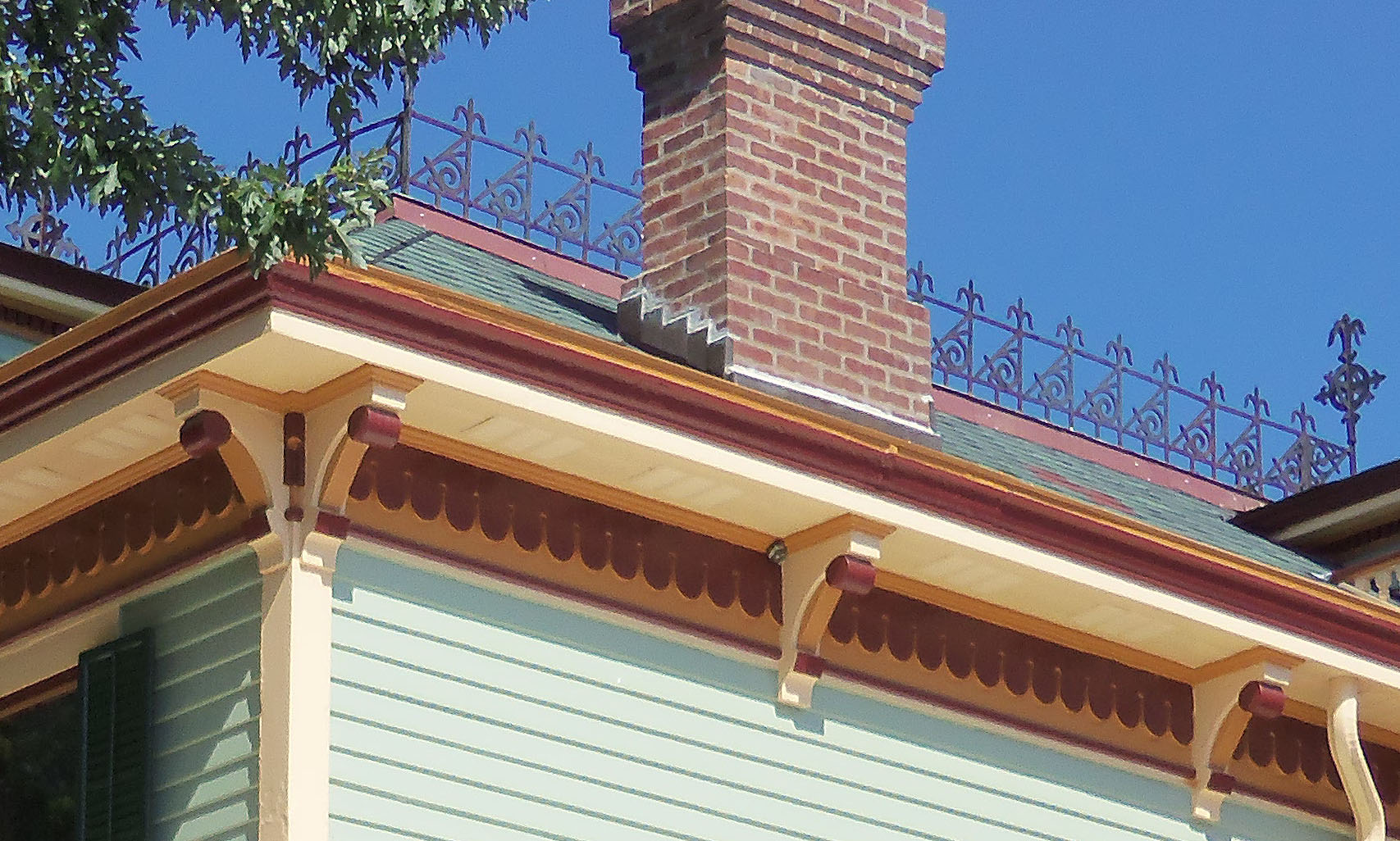
Vorstkam op een herenhuis

Een vorstkam (ook: dakkam of crête) is een sierelement, meestal uitgevoerd in natuursteen of (sier-)smeedijzer, op de nok (dakvorst) van een dak.
De vorstkam heeft geen expliciete functie, maar werd vooral gebruikt om rijkdom ten toon te spreiden bij herenhuizen en dergelijke. Ook gotische en neogotische kerken werden vaak voorzien van vorstkammen.
Vanaf de jaren '90 van de 19e eeuw kwamen industrieel vervaardigde metalen vorstkamelementen in diverse patronen ter beschikking, en daardoor nam het gebruik van vorstkammen aanzienlijk toe.